# Weißliche Traubenbasidie
Die Weißliche Traubenbasidie (Botryobasidium candicans) ist eine Ständerpilzart aus der Familie der Traubenbasidienverwandten (Botryobasidiaceae). Sie bildet resupinate, spinnwebartige Fruchtkörper aus, die auf den Stämmen abgestorbener Laubbäume, seltener auf Koniferen wachsen. Die Art ist holarktisch und in Nordindien verbreitet. Die Fruktifikation erfolgt von Frühjahr bis Herbst bei feuchtmilder Witterung. Die Anamorphe der Art ist unter dem Namen Haplotrichum capitatum bekannt.

## Merkmale

### Makroskopische Merkmale
Die Weißliche Traubenbasidie besitzt weißliche, gespinstartige Fruchtkörper, die resupinat (also vollständig anliegend) auf ihrem Substrat wachsen und unter der Lupe leicht netzartig erscheinen.

### Mikroskopische Merkmale
Wie bei allen Traubenbasidien ist die Hyphenstruktur der Weißlichen Traubenbasidie monomitisch, besteht also nur aus generativen Hyphen, die sich rechtwinklig verzweigen. Die Basalhyphen sind hyalin, schmal (< 15 µm) und langzellig. Die Subhymenialhyphen sind hyalin, kurzzellig, dünnwandig und cyanophil, d. h., sie lassen sich leicht blau anfärben. Die Art verfügt nicht über Zystiden oder Schnallen. Die meist 6-sporigen Basidien der Art wachsen in Nestern und sind subzylindrisch. Die Sporen messen 7–8 µm und keimen in 500 × 6–9 µm großen Konidiophoren, die mit 14–19 × 8–10 µm großen Konidien besetzt sind. Oft findet sich nur das imperfekte Stadium ohne Basidien oder Sporen.

## Verbreitung
Die Weißliche Traubenbasidie ist holarktisch, auf den Kanaren und in Nordindien verbreitet. Das Areal ist temperat-subatlantisch.

## Ökologie
Die Weißliche Traubenbasidie ist ein Saprobiont, der Totholz von Laubbäumen, seltener Koniferen in der Finalphase der Vermorschung besiedelt. Die Fruchtkörper sind auf entrindetem Holz zu finden, wo sie bei feuchter Witterung im Spätfrühling und Frühherbst erschienen. Wirte sind unter anderem Hänge-Birke (Betula pendula), Gemeine Esche (Fraxinus excelsior) und Hainbuche (Carpinus betulus).